# Mathias Wehinger
Mathias Wehinger (* 11. Dezember 1997) ist ein österreichischer Fußballspieler.

## Karriere
Wehinger begann seine Karriere beim FC Dornbirn 1913. Im Mai 2014 spielte er erstmals für die zweite Mannschaft der Dornbirner in der sechsthöchsten Spielklasse. Im November 2014 debütierte er gegen den FC Pinzgau Saalfelden für die erste Mannschaft der Vorarlberger in der Regionalliga. Bis Saisonende kam er zu sechs Einsätzen in der dritthöchsten Spielklasse. In der Saison 2015/16 absolvierte Wehinger zwölf Spiele in der Regionalliga.
Im August 2016 erzielte er gegen den FC Hard sein erstes Regionalligator. In der Saison 2016/17 kam er zu 24 Einsätzen, in denen er ein Tor erzielen konnte. In der Spielzeit 2017/18 folgten 18 torlose Einsätze. Während der Saison 2018/19 war Wehinger auf einer Weltreise, von der er zur Saison 2019/20 zurückkehrte und sich der zweiten Mannschaft von Dornbirn anschloss. Im Juni 2020 spielte er erstmals in der 2. Liga für die inzwischen aufgestiegene erste Mannschaft der Vorarlberger, als er am 21. Spieltag der Saison 2019/20 gegen die Kapfenberger SV in der 90. Minute für Maurice Mathis eingewechselt wurde.